# 和魂洋才
和魂洋才是日本明治維新時期的一個思想。顧名思義，「和魂」指大和民族的精神，「洋才」便是指西洋的科技。和魂洋才的精神，鼓勵日本國民學習西方文化，同時要求國民保留傳統文化。
1854年，思想家佐久間象山在獄中所作的《省諐錄》提出「東洋道德，西洋藝術，精粗不遺，表裡兼該（賅），因以澤民物、報國恩。」，認為以東洋道德為主體並善用於西洋科技，就能使日本富強、抵禦西方列強。
和魂洋才主要體現在社會和軍事上。社會方面，很多學者學習西方文化，以西式髮型裝扮，但堅持穿著日本傳統服飾。軍事方面，日本軍以西式軍事訓練，但裝備仍然保留武士刀。
和魂洋才也是對明治時代以來「西洋文化優越，日本文化落後」（優れた西洋文化と遅れた日本文化）論點的反駁。

## 分析
作家李敖分析，和魂洋才的定義是「西學為體，日學為用」，這是一種「如意算盤」，把西方近代文化看成一種百貨公司，可以任由日本人挑「好」的、不要「壞」的，然後加上日本自己的「好」的，創造出一種日本新文化，「就這樣的，日本選了西方的船堅炮利，丟了西方的良法美意；選了西方的帝國主義，丟了西方的民主基礎；選了西方的近代學術，卻加上町人本位解釋，生吞活剝出『東洋統計學』」。
台灣日本綜合研究所所長許介鱗分析，佐久間象山一方面將儒學的「仁義道德」當作維持秩序的教義而保留，另一方面把朱子學「格物窮理」的邏輯重新闡釋為西洋的實證科學技術，並使之更替發展，遂誕生了和魂洋才；然而對佐久間象山來說，這個促使「皇國變成世界第一等強國」的妙策，從此一開始就侷限於日本的「一國強國」論，「以致仁義道德在科學技術之前遜色，而喪失其正義力和抗衡性」。